# WWH-OBD
WWH-OBD steht für World Wide Harmonized On-Board-Diagnostic und ist eine Bezeichnung für einen internationalen Standard, zur weltweiten Harmonisierung der Fahrzeugdiagnose, zur Überwachung des Emissionsausstoßes von Personenkraftwagen und Nutzfahrzeugen.
Initiiert wurde die Erstellung des WWH-OBD durch die  Organisation der Vereinten Nationen und ist als Globale Technische Verordnung (Global Technical Regulation – kurz GTR) Nr. 5 verabschiedet worden. Das Hauptaugenmerk ist hierbei die emissionsrelevante Fahrzeugdiagnose für Nutzfahrzeuge, welche zu einem späteren Zeitpunkt auch auf den PKW-Bereich erweitert werden soll.
Ziel von WWH-OBD ist es, die regionalen Standards der Fahrzeugdiagnose zur Emissionsüberwachung zu ersetzen, zugunsten einer globalen On-Board-Diagnose (kurz OBD) Standards. Hierbei sollen jedoch nicht die Emissionsgrenzwerte für erlaubten Schadstoffausstoß vereinheitlicht werden, sondern primär das Funktionieren der Emissions-Kontrolle und die Kommunikations-Schnittstelle der Fahrzeuge. Die Festlegungen der zulässigen Emissions-Grenzwerte von Fahrzeugen bleiben (vorläufig) auch weiterhin Aufgabe der regionalen Gesetzgeber (Näheres hierzu siehe Artikel Abgasnorm).
Für die Erstellung des WWH-OBD Standards haben die Vereinten Nationen die ISO beauftragt, welche aktuell dabei ist, den WWH-OBD Standard zu beschreiben. Hierbei werden bereits bestehende ISO-Normen zur Fahrzeugdiagnose genutzt (z. B. ISO 15031) oder ergänzt, wie z. B. ISO 14229 oder ISO 15765. Für die Implementierung der WWH-OBD Anforderungen wurde die Norm ISO 27145 neu erstellt.
Gegenüber den Fahrzeugdiagnose-Standards Unified Diagnostic Services und KWP2000 wurden nur geringfügige Änderungen auf Protokollebene implementiert, u. a. mehrere Fehlerklassen. Neue Lkw sind mit WWH-EOBD ausgestattet.